# سیارک ۱۲۱۹
سیارک ۱۲۱۹ (به انگلیسی: 1219 Britta، نامگذاری:1932CJ) هزار و دویست و نوزدهمین سیارک کشف شده‌است که در ۶ فوریه ۱۹۳۲ و در هایدلبرگ کشف شد.
قدر مطلق سیارک برابر ۱۱٫۹۴ است.